# Bulbostylis filamentosa
Bulbostylis filamentosa là một loài thực vật có hoa trong họ Cói. Loài này được (Vahl) C.B.Clarke mô tả khoa học đầu tiên năm 1894.